# Улица Авдеева
У́лица Авде́ева (до 1950 года — у́лица Ники́тинская) —  улица в Советском районе города Орска Оренбургской области. Расположена в северной части Старого города. Названа в честь уроженца Орска, участника Великой Отечественной войны, Героя Советского Союза, гвардии капитана Николая Дмитриевича Авдеева (1919—1944). Предположительно получила это название в 1950 году; до этого называлась Никитинской.
Улица начала застраиваться в 1930-х годах. В настоящее время на улице расположено более 30 частных домов. Дома №№ 25—35 — двухэтажные кирпичные, остальные — одноэтажные из шлакоблоков, дерева или кирпича.